# Praerosaria borysthenis
Praerosaria borysthenis — викопний вид черевоногих молюсків родини ципреїд (Cypraeidae), що існував у пізньому еоцені (37 млн років тому). Викопні рештки молюска виявлені у Рибальському кар'єрі поблизу міста Дніпра (Україна).

## Опис
Мушля завдовжки 29,5 мм.